# Taller Danrée y Silveira
Taller Danrée y Silveira war ein uruguayischer Hersteller von Automobilen.

## Unternehmensgeschichte
Das Unternehmen aus Montevideo begann 1955 mit der Produktion von Automobilen. Der Markenname lautete R-Sport. 1957 endete die Produktion. Eine Quelle gibt an, dass die Zahl der hergestellten Fahrzeuge nicht bekannt sei. Andere Quellen nennen 32 Fahrzeuge. Einige Fahrzeuge existieren noch.

## Fahrzeuge
Das einzige Modell 4 CV war ein Sportwagen, entworfen von Diego Danree Haure. Der Vierzylindermotor stammte vom Renault 4 CV und wurde zusammen mit den anderen mechanischen Komponenten aus Frankreich importiert. Er hatte 54,5 mm Bohrung, 80 mm Hub, 746 cm³ Hubraum und 21 PS Leistung. Die offene Karosserie des Roadsters hatte zwei Türen. Sie bestand aus Fiberglas. Als Basis diente ein Rohrrahmen.